# На дикому заході
На дикому заході (англ. An Eastern Westerner) — американський комедійний вестерн режисера Хела Роача 1920 року.

## Сюжет
Батьки відправляють свого гуляку-сина на ранчо до дядька. Там, згідно з їх задумом, він повинен почати праведне життя і стати справжнім чоловіком.

## У ролях
- Гарольд Ллойд — хлопець
- Мілдред Девіс — дівчина
- Ной Янг — задирака
- Дж. Рей Ейвері
- Гаррі Бланчард
- Вілл Х. Брей
- Рой Брукс
- Семмі Брукс
- Вільям Х. Браун
- Етель Браунінг